# Laubeuffjorden

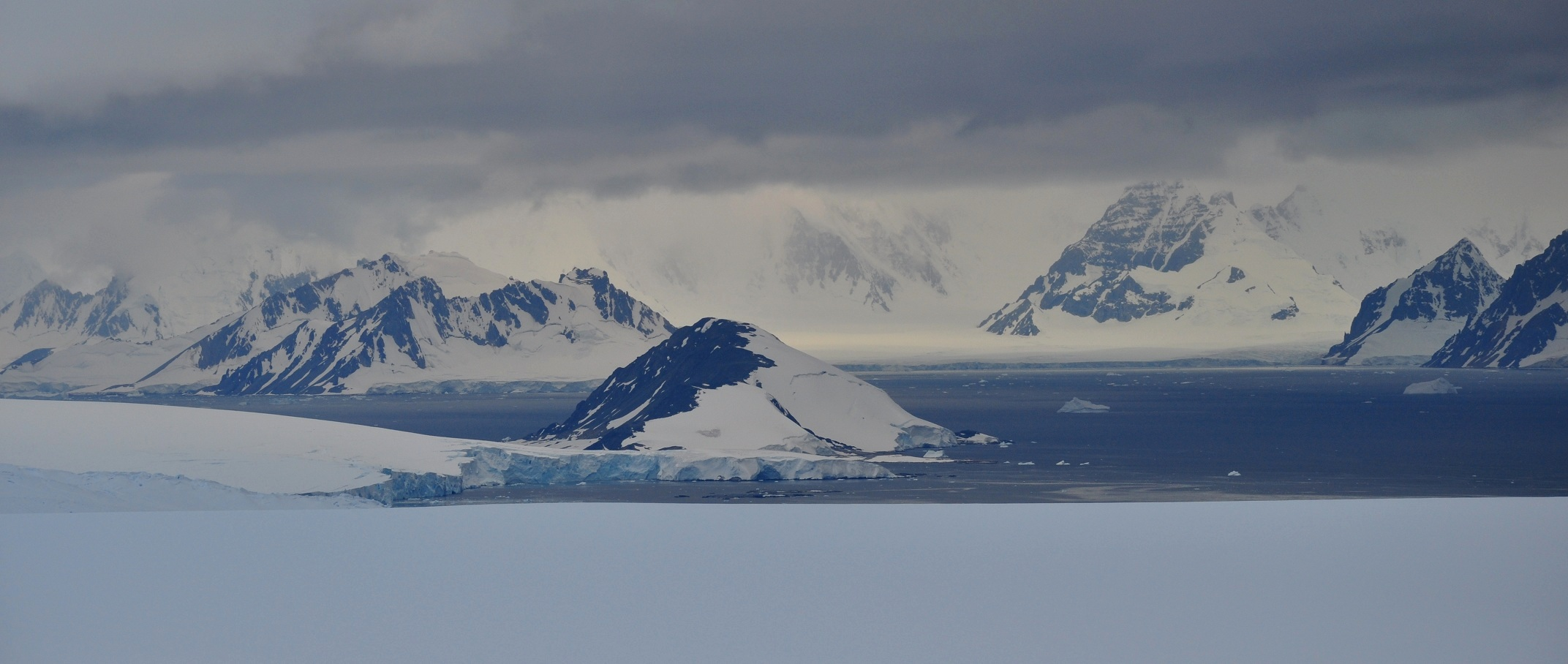
Laubeuffjorden sedd från Wormald Ice Piedmont på Adelaide Island. I en syns Webb Island; vänster om den längre bort är Wyatt Island. Bergen långt borta är alla på Arrowsmith Peninsula av Antarktiska fastlandet, och utgör östra delen av fjorden.

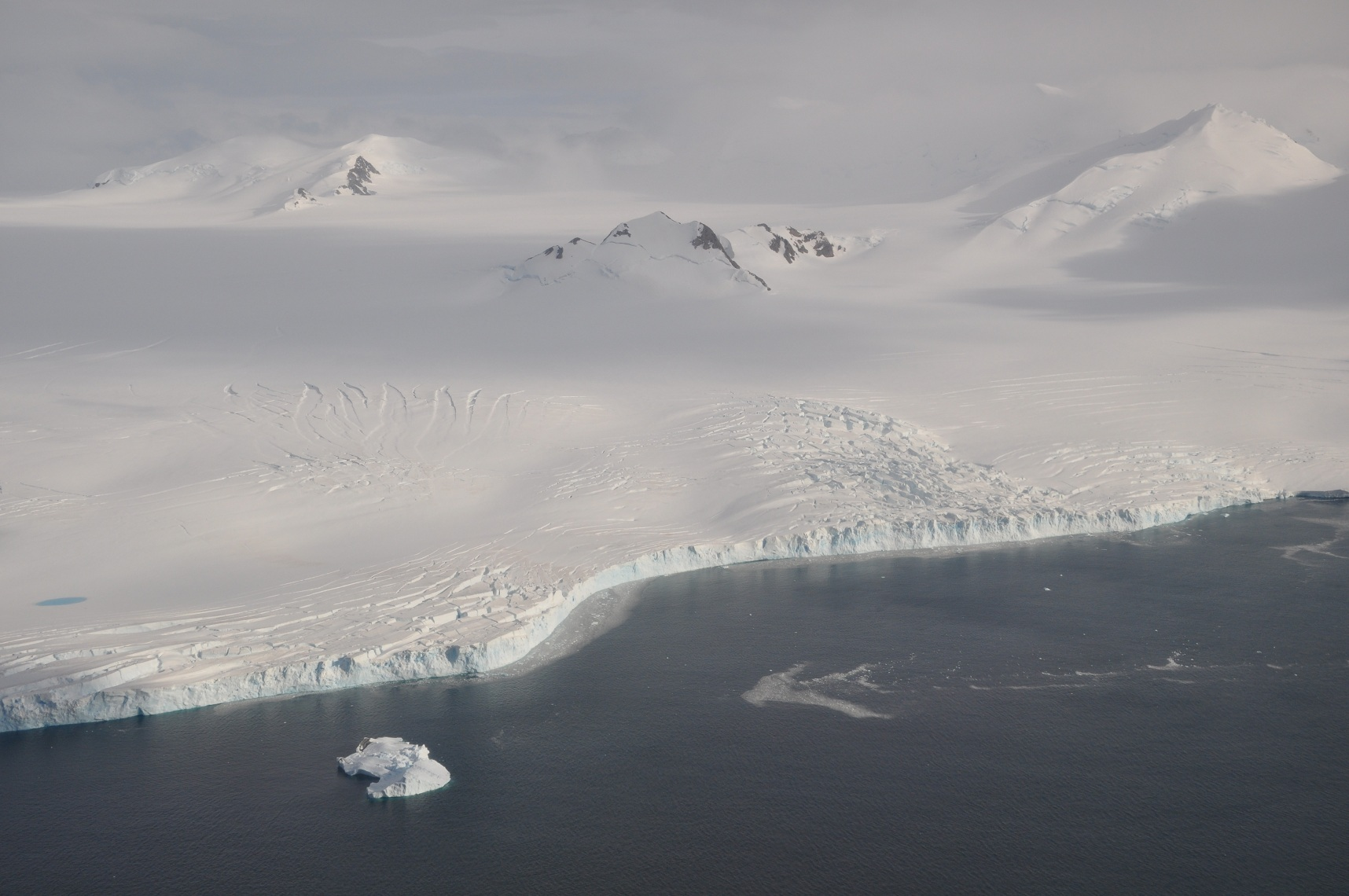
En del av västkusten av Laubeuffjorden bildas av isklipporna från Wormald Ice Piedmont på Wright Peninsula av Adelaide Island.

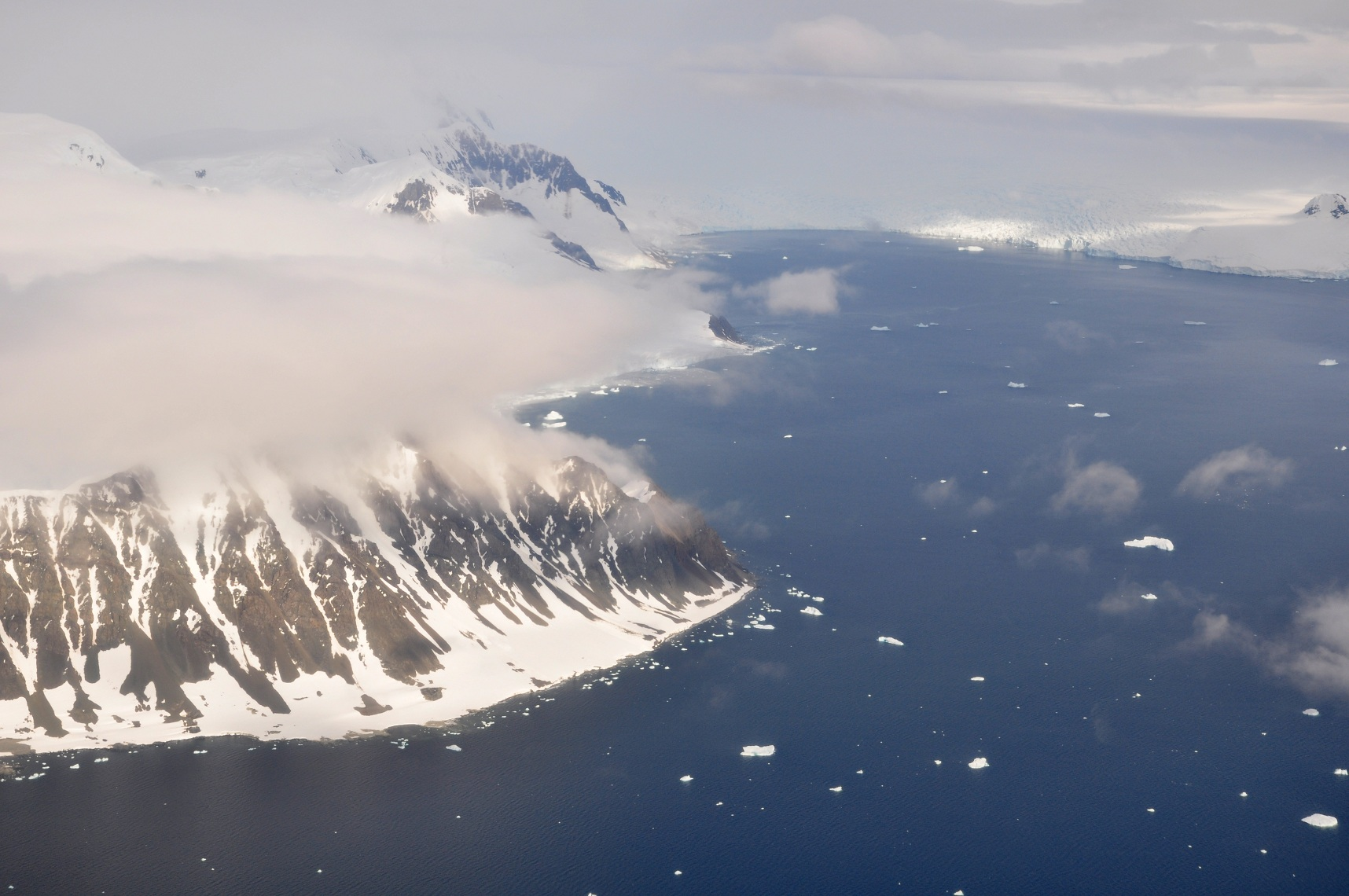
Stonehouse Bay befinner sig väster om Laubeuffjorden. I övre högra hörnet ligger Shambles Glacier. Klicka på bilden för en beskrivning av andra geografiska kännetecken.

Laubeuffjorden är en fjord i Antarktis mellan östra centrala delen av Adelaide Island och södra delen av Arrowsmith Peninsula i Graham Land. Den är 40 km lång i nord-sydriktning och i snitt 16 k bred. Den förbinder Hanusse Bay i norr med Marguerite Bay i syd. Den sydliga gränsen mellan Laubeuffjorden och Marguerite Bay består av linjen mellan Rothera Point, Adelaide Island och Cape Sáenz, som är den sydligaste delen av Arrowsmith Peninsula. Fjorden upptäcktes av Charcots andra Antarktisexpedition 1908–10 under Jean-Baptiste Charcot, och namngavs av honom efter Maxime Laubeuf, en fransk mariningenjör som övervakade byggandet av motorn för skeppet Pourquoi-Pas.
Det finns flera öar i Laubeuffjorden. Den största och nordligaste är Day Island, följd av Wyatt Island litet mer söderut. Vidare söderut befinner sig de mindre Webb Island och Pinero Island. Det finns även ett flertal övriga väldigt små öar, som Brockhamp Islands, Covey Rocks och Killingbeck Island.